# Miră hidrometrică

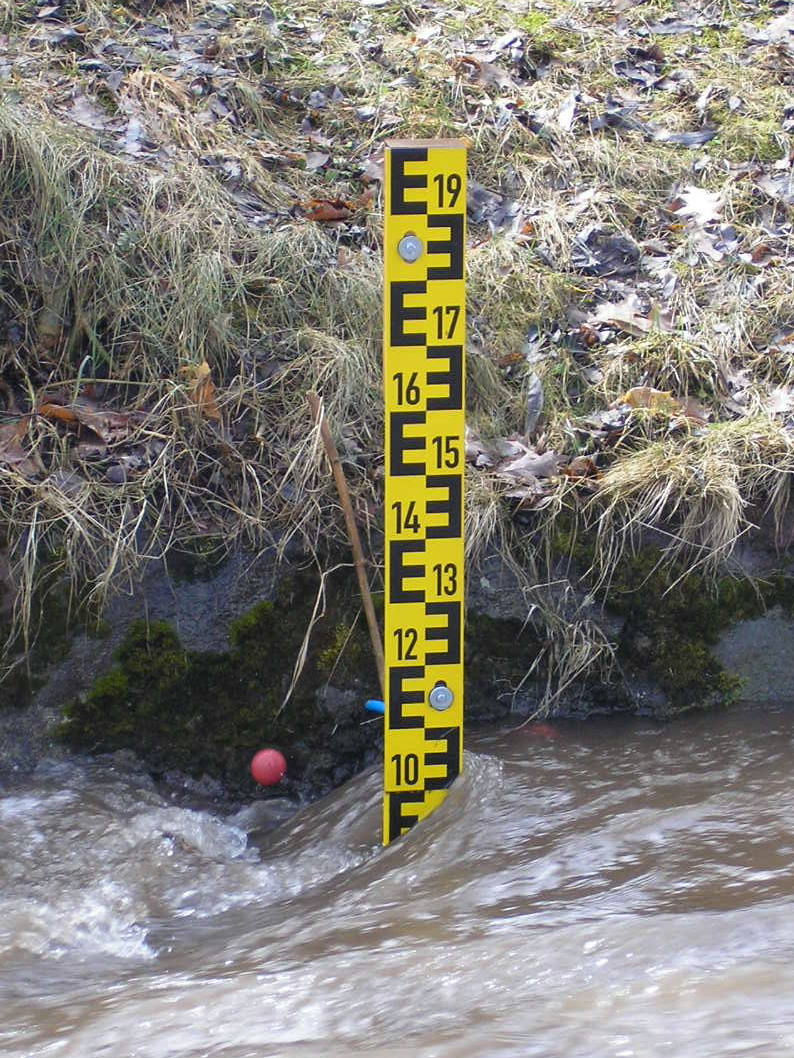
Miră hidrometrică

Mira hidrometrică este o riglă gradată fixată în albia unui râu sau în cuveta unui lac pentru citirea variației nivelului apei.
Mira hidrometrică este formată din două plăci metalice gradate din 2 în 2 centimetri, montate cap la cap pe un suport. Citirea nivelului se face în raport cu „O” al mirei, căruia prin nivelment i se determină cota absolută. Există diferite tipuri de mire hidrometrice: verticale, înclinate, orizontale, mobile, de gheață, de maxim, de minim.